# Gräningen (Ramsjö socken, Hälsingland)
Gräningen är en sjö i Ljusdals kommun i Hälsingland och ingår i Ljusnans huvudavrinningsområde. Sjön har en area på 1,47 kvadratkilometer och ligger 314 meter över havet. Sjön avvattnas av vattendraget Gräningsån.

## Delavrinningsområde
Gräningen ingår i det delavrinningsområde (690143-147868) som SMHI kallar för Utloppet av Gräningen. Medelhöjden är 375 meter över havet och ytan är 16,25 kvadratkilometer. Det finns ett avrinningsområde uppströms, och räknas det in blir den ackumulerade arean 28,21 kvadratkilometer. Gräningsån som avvattnar avrinningsområdet har biflödesordning 4, vilket innebär att vattnet flödar genom totalt 4 vattendrag innan det når havet efter 190 kilometer. Avrinningsområdet består mestadels av skog (79 procent). Avrinningsområdet har 1,9 kvadratkilometer vattenytor vilket ger det en sjöprocent på 11,7 procent.